# Rengong (sockenhuvudort i Kina, Zhejiang Sheng, lat 28,17, long 120,17)
Rengong (kinesiska: 仁宫, 仁宫乡) är en sockenhuvudort i Kina. Den ligger i provinsen Zhejiang, i den östra delen av landet, omkring 230 kilometer söder om provinshuvudstaden Hangzhou. Antalet invånare är 4 724. Befolkningen består av 2 302 kvinnor och 2 422 män. Barn under 15 år utgör 22,0 %, vuxna 15-64 år 60 %, och äldre över 65 år 17,0 %.
Runt Rengong är det ganska tätbefolkat, med 134 invånare per kvadratkilometer. Närmaste större samhälle är Chuanliao, 10,5 km norr om Rengong. I omgivningarna runt Rengong växer i huvudsak blandskog.
Genomsnittlig årsnederbörd är 2 331 millimeter. Den regnigaste månaden är juni, med i genomsnitt 383 mm nederbörd, och den torraste är januari, med 67 mm nederbörd.